# Tang Aidi
Tang Aidi (zijn persoonlijke naam was Li Zhu) (892 – 908) was de laatste keizer van de Chinese Tang-dynastie (618-907). Hij bekleedde het ambt tussen 904 en 907.
De laatste Tangheersers waren machteloze marionetten van eunuchen en krijgsheren. De militaire gouverneur Zhu Wen (852-912), een voormalige bondgenoot van de opstandeling Huang Chao, vermoordde in 904 Aidi's vader Zhaozong en al diens zonen op een na.
Zhu Wen zette vervolgens Zhaozongs enige overlevende zoon, de dertienjarige Li Zhu, onder de naam Aidi op de troon. Drie jaar later, in 907, zette Zhu Wen Aidi af en proclameerde zijn eigen dynastie, de Latere Liang (907-923). Hij staat bekend onder zijn postume titel Taizu ('Grote Voorouder'). Na bijna driehonderd jaar was de Tang-dynastie aan haar eind gekomen.